# Upplands runinskrifter 1088
Upplands runinskrifter 1088 är en försvunnen vikingatida runsten som funnits i Lövsta, Bälinge socken och Uppsala kommun. Stenens höjd är omkring 1,7 meter och dess bredd cirka 1,3 meter.

## Inskriften
Translitterering av runraden:
[amrigar olnfuir : aok kaitluastr · aok · gatilʀutr · aog · sneribiar + -þon · litu · risa stan ...uu sin]
Normalisering till runsvenska:
... ... ok Kætilfastr ok Kætilmundr ok Snærribiorn, þaun letu ræisa stæin ... sinn.
Översättning till nusvenska:
... och Kättilfast och Kättilmund och Snärrebjörn, de läto resa stenen ... sin (fader?)